# Einheitslandungsboot
Das Einheitslandungsboot, auch Einheits-Landeboot, war ein Landungsboot der Wehrmacht für Truppen- und Nachschublandungen oder Ablandungen an Flüssen, Seen und offener Küste.

## Entwicklung
Aus den Erfahrungen mit den Pionierlandungsbooten, Marinefährprähmen und anderen Landungsfahrzeugen wurde zur Verwendung in allen Teilen der Wehrmacht als Ersatz für alle früheren Landungsboote als Gemeinschaftsentwurf des Ingenieurbüros 'Rhein', der Schiffbaukommission und der Krupp Stahlbau als Versuch, alle Forderungen der Wehrmachtsteile in einem Landungsboot zu vereinen, das Einheits-Landeboot entworfen. Das Einheitslandungsboot bestand aus zwölf bahnladefähigen Sektionen, längsschiff geteilt in je sechs Sektionen, die mit Bolzenkupplungen verbindbar waren, einer Bugrampe für das Be- und Entladen, einem gepanzerten Steuerstand am Heck und hatte ein Dinghi und drei Rettungsflöße.

## Bau
Der Auftrag für vier Boote wurde am 6. März 1944 erteilt. Krupp Stahlbau in Rheinhausen lieferte Normteile und die Bodanwerft in Kressborn am Bodensee Sonderteile. Aus Serienteilen für EL 1 wurde das Pionierlandungsboot 45/I, mit der Fähigkeit Tiger-Panzer – den schwersten deutschen Panzertyp – zu transportieren, am 31. August 1944 bei der Firma SCHIMAG in Mannheim auf Stapel gelegt. Das Pionierlandungsboot 45/II wurde aus Teilen von EL 2 am 11. Dezember 1944 bei der Klotzwerft in Swinemünde auf Stapel gelegt.
Die Teile für EL 3 waren im November/Dezember 1944 bei der Klotzwerft in Stettin auf Slip zum Fertigbau in der Version NL als Prototyp des Nachschublandebootes der Kriegsmarine. Die Teile von EL 4 sollten bei der Klotzwerft in Stettin in der Version AL als Artillerielandeboot ohne Bugrampe, sondern mit normalem Schiffsbug und starker Artillerie für den Schutz von geleiteten Schiffen und zur Landzielbeschießung, zusammengesetzt werden, aber die Arbeiten wurden nicht mehr begonnen.

## Einsatz und Ende
Das Pionierlandungsboot 45/I (EL 1) wurde am 28. März 1945 unfertig US-Beute. Das Pionierlandungsboot 45/II (EL 2) war im April/Mai 1945 ohne Bugrampe, sondern mit festem Bug mit einer Besatzung der Bauwerft im Stettiner Haff im Einsatz. Im Mai 1945 wurde es in Kiel britische Beute. Das Schicksal von EL 3 ist unbekannt, aber es ist wahrscheinlich nicht fertiggestellt worden.

## Technische Daten
Das Pionierlandungsboot 45 maß 41,16 m in der Länge und 8,23 m in der Breite mit vier Deutz-Dieselmotoren von zusammen 500 PS für 10,2 Knoten bei einer Ladefähigkeit von 120 Tonnen mit 28 Mann Besatzung. Als Bewaffnung war vorgesehen: Ein 7,5-cm-Panzerabwehrgeschütz, ein 3,7-cm-Flakgeschütz, zwei 2-cm-Flakgeschütze und zwei 8,6-cm-Raketenabschußgeräte zur Luftverteidigung gegen Tiefflieger.
Das Einheitslandungsboot der Version NL für die Marine war baugleich mit dem Pionierlandungsboot 45. Die Marineversion AL war weitgehend Baugleich mit der NL-Version und sollte zwei 10,5-cm-Geschütze, zwei 3,7-cm-Flak, zwei 2-cm-Flak und vier Raketenabschussgeräte 8,6-cm tragen und 47 Mann Besatzung haben.

## Gegenvorschlag der Bodanwerft
Die Bodanwerft legte am 9. Dezember 1944 einen Gegenvorschlag zum Einheitslandungsboot vor, der im Grundaufbau, in der Sektionsbauweise, in der Ladefähigkeit von 120 Tonnen und in der Bewaffnung weitgehend gleich dem Einheitslandungsboot war, aber statt 41 m Länge nur eine Länge von 30 m hatte. 1953 hat die Bodanwerft zusammen mit der Schiffswerft Oberwinter diesen Entwurf für die französische Rheinflottille zum Chaland Type L 901 weiterentwickelt.